# Penryn (microprocesseur)
Cet article concerne le microprocesseur pour ordinateur portable. Pour la famille de microprocesseurs, voir Penryn.
Pour les articles homonymes, voir Penryn (homonymie).
Merom Clarksfield (quad-core et extreme mobile)
Arrandale (dual-core mobile)
Le Penryn d'Intel est un microprocesseur dual-core ou quad-core pour ordinateur portable, appartenant à la famille du même nom. 
Les premières versions du Penryn sont apparues sur le marché en janvier 2008, les dernières en juin 2009.
Le Penryn est un die shrink du Merom destiné dans un premier temps à rafraichir la plateforme Centrino Santa Rosa avant d'inaugurer la nouvelle plateforme Montevina prévue pour troisième trimestre 2008 bien qu'annoncée initialement pour le second trimestre. La gamme utilise dans les deux cas le socket P et s'articule autour d'une enveloppe thermique (TDP) relativement basse. Tous ces modèles sont distribués sous plusieurs référence de package.

## Listes des versions duPenryn

### Plate-forme Santa Rosa Refresh
Les processeurs sont tous limités à un FSB de 800 MT/s.
| Modèle         | Nb. cœurs | Fréquence | Cache L1   | Cache L2 | Mult. | Tension       | TDP  | FSB      | Socket   | Références                                                                            | Commercialisation |
| -------------- | --------- | --------- | ---------- | -------- | ----- | ------------- | ---- | -------- | -------- | ------------------------------------------------------------------------------------- | ----------------- |
| Core 2 Extreme |           |           |            |          |       |               |      |          |          |                                                                                       |                   |
| X9000          | 2         | 2,80 GHz  | 2 × 64 kio | 6 Mio    | ×14   | 1,00 - 1,25 V | 44 W | 800 MT/s | socket P | FF80576ZG0726M OEM                                                                    | 7 janvier 2008    |
| Core 2 Duo     |           |           |            |          |       |               |      |          |          |                                                                                       |                   |
| T9500          | 2         | 2,60 GHz  | 2 × 64 kio | 6 Mio    | ×13   | 1,00 - 1,25 V | 35 W | 800 MT/s | socket P | EC80576GG0646M OEM FF80576GG0646M OEM et détail                                       | 7 janvier 2008    |
| T9300          | 2         | 2,50 GHz  | 2 × 64 kio | 6 Mio    | ×12,5 | 1,00 - 1,25 V | 35 W | 800 MT/s | socket P | EC80576GG0606M OEM FF80576GG0606M OEM et détail                                       | 7 janvier 2008    |
| T8300          | 2         | 2,40 GHz  | 2 × 64 kio | 3 Mio    | ×12   | 1,00 - 1,25 V | 35 W | 800 MT/s | socket P | EC80576GG0563M OEM EC80577GG0563M OEM FF80577GG0563M OEM et détail                    | 7 janvier 2008    |
| T8100          | 2         | 2,10 GHz  | 2 × 64 kio | 3 Mio    | ×10,5 | 1,00 - 1,25 V | 35 W | 800 MT/s | socket P | EC80576GG0453M OEM EC80577GG0453M OEM FF80576GG0453M OEM FF80577GG0453M OEM et détail | 7 janvier 2008    |

### Plate-forme Montevina
La gamme pour la plate-forme Montevina (Centrino 2) est conséquente avec l'apparition des premiers « quad-core » (quadri cœur) pour portables dont un modèle Core 2 Extreme. Ces modèles ne sont pas adaptés à une véritable mobilité mais davantage destinés à des PC transportables. En outre leur échauffement relativement important sera compensé par un système inédit de compresseurs organisés en cylindre de 2 cm de diamètre sur 10 cm de long permettant d'abaisser de 10 °C la température d'un châssis.
Intel propose aussi des modèles faible consommation (LV) et très faible consommation (uLV) destinés aux ultra portables pour remplacer les Merom équivalents. Ces modèles seront équipés d'un BGA (Ball Grid Array) 22 x 22 mm.
| Modèle                     | Nb. cœurs | Fréquence | Cache L1   | Cache L2  | Mult. | Tension | TDP   | FSB       | Socket                 | Références | Commercialisation |
| -------------------------- | --------- | --------- | ---------- | --------- | ----- | ------- | ----- | --------- | ---------------------- | ---------- | ----------------- |
| Core 2 Extreme             |           |           |            |           |       |         |       |           |                        |            |                   |
| QX9300                     | 4         | 2,53 GHz  | 4 × 64 kio | 2 × 6 Mio |       |         | 45 W  | 1066 MT/s | socket P               |            | 3e trim. 2008     |
| X9100                      | 2         | 3,06 GHz  | 2 × 64 kio | 6 Mio     |       |         | 45 W  | 1066 MT/s | socket P               |            | 3e trim. 2008     |
| Core 2 Quad                |           |           |            |           |       |         |       |           |                        |            |                   |
| Q9100                      | 4         | 2,26 GHz  | 4 × 64 kio | 2 × 6 Mio |       |         | 45W   | 1066 MT/s | socket P               |            | 4e trim. 2008     |
| Core 2 Duo                 |           |           |            |           |       |         |       |           |                        |            |                   |
| T9600                      | 2         | 2,80 GHz  | 2 × 64 kio | 6 Mio     |       |         | 35 W  | 1066 MT/s | socket P               |            | 3e trim. 2008     |
| T9400                      | 2         | 2,53 GHz  | 2 × 64 kio | 6 Mio     |       |         | 35 W  | 1066 MT/s | socket P               |            | 3e trim. 2008     |
| E8435                      | 2         | 3,06 GHz  | 2 × 64 kio | 6 Mio     |       |         | ? W   | 1066 MT/s | socket P               |            | 2e trim. 2008     |
| E8335                      | 2         | 2,93 GHz  | 2 × 64 kio | 6 Mio     |       |         | ? W   | 1066 MT/s | socket P               |            | 2e trim. 2008     |
| E8235                      | 2         | 2,80 GHz  | 2 × 64 kio | 6 Mio     |       |         | ? W   | 1066 MT/s | socket P               |            | 2e trim. 2008     |
| E8135                      | 2         | 2,66 GHz  | 2 × 64 kio | 6 Mio     |       |         | ? W   | 1066 MT/s | socket P               |            | 2e trim. 2008     |
| P9500                      | 2         | 2,53 GHz  | 2 × 64 kio | 6 Mio     |       |         | 25 W  | 1066 MT/s | socket P               |            | 3e trim. 2008     |
| P8600                      | 2         | 2,40 GHz  | 2 × 64 kio | 3 Mio     |       |         | 25 W  | 1066 MT/s | socket P               |            | 3e trim. 2008     |
| P8400                      | 2         | 2,26 GHz  | 2 × 64 kio | 3 Mio     |       |         | 25 W  | 1066 MT/s | socket P               |            | 3e trim. 2008     |
| P7350                      | 2         | 2,00 GHz  | 2 × 64 kio | 3 Mio     |       |         | 25 W  | 1066 MT/s | socket P               |            | 3e trim. 2008     |
| SP9400                     | 2         | 2,40 GHz  | 2 × 64 kio | 6 Mio     |       |         | 25 W  | 1066 MT/s | socket P               |            | 3e trim.2008      |
| SP9300                     | 2         | 2,26 GHz  | 2 × 64 kio | 6 Mio     |       |         | 25 W  | 1066 MT/s | socket P               |            | 3e trim. 2008     |
| Core 2 Duo LV              |           |           |            |           |       |         |       |           |                        |            |                   |
| SL9400                     | 2         | 1,86 GHz  | 2 × 64 kio | 6 Mio     |       |         | 17 W  | 1066 MT/s | socket P               |            | 3e trim. 2008     |
| SL9300                     | 2         | 1,60 GHz  | 2 × 64 kio | 6 Mio     |       |         | 17 W  | 1066 MT/s | socket P               |            | 3e trim. 2008     |
| Core 2 Duo uLV             |           |           |            |           |       |         |       |           |                        |            |                   |
| SU9400                     | 2         | 1,40 GHz  | 2 × 64 kio | 3 Mio     |       |         | 10 W  | 800 MT/s  | socket P               |            | 3e trim. 2008     |
| SU9300                     | 2         | 1,20 GHz  | 2 × 64 kio | 3 Mio     |       |         | 10 W  | 800 MT/s  | socket P               |            | 3e trim. 2008     |
| U3300                      | 1         | 1,20 GHz  | 64 kio     | 3 Mio     |       |         | 5,5 W | 800 MT/s  | socket P               |            | 3e trim. 2008     |
| Celeron M                  |           |           |            |           |       |         |       |           |                        |            |                   |
| 585                        | 2         | 2,16 GHz  | 2 × 64 kio | 1 Mio     |       |         | 31 W  |           |                        |            | 3e trim. 2008     |
| 575                        | 2         | 2,00 GHz  | 2 × 64 kio | 1 Mio     |       |         | 31 W  |           |                        |            | 3e trim. 2008     |
| Celeron M uLV              |           |           |            |           |       |         |       |           |                        |            |                   |
| 723                        | 1         | 1,20 GHz  | 64 kio     | 1 Mio     |       |         | 10 W  |           | micro-FCBGA 22 x 22 mm |            | 3e trim. 2008     |
| SU2300                     | 2         | 1,20 GHz  | 2 x 64 kio | 1 Mio     |       |         | 10 W  |           | micro-FCBGA 22 x 22 mm |            | 12 juin 2009      |
| Pentium ULV - série SU2x00 |           |           |            |           |       |         |       |           |                        |            |                   |
| SU2700                     | 1         | 1,30 GHz  | 64 kio     | 2 Mio     |       |         |       |           | micro-FCBGA 22 x 22 mm |            | 2 juin 2009       |

À noter que les processeurs E8x35 utilisé par Apple dans la seconde génération des iMac aluminium ne sont pas cadencés à la fréquence d'origine. Du fait qu'ils soient aussi architecturés autour d'un chipset PM965 mais avec un FSB de 1066 MT/s, on peut considérer que ces processeurs se trouvent sur une plate-forme Santa Rosa «sur-cadencée.